# Tuamarina (rivière)
La rivière Tuamarina  (en anglais : Tuamarina River) est un cours d’eau de la région de  Marlborough située dans l’Île du Sud de la Nouvelle-Zélande.

## Géographie
Elle s’écoule dans le fleuve Wairau juste au  sud de la ville de Tuamarina ,.